# Vibeke Olsson
Vibeke Olsson Falk, född 24 januari 1958 på Lidingö, är en svensk författare och baptistpastor. Hon har skrivit över trettio böcker och medverkar regelbundet som krönikör i vänstertidskriften Flamman samt i Equmeniakyrkans veckotidning Sändaren.

## Biografi
Olsson har studerat teologi och debuterade som 17-åring med ungdomsromanen Ulrike och kriget, om en, av propaganda, övertygad tolvårig nazist. Hon har under sitt författarskap ofta återkommit till två helt olika historiska miljöer: Andra världskrigets Europa och Romerska riket. Hennes åtta senaste böcker handlar dock om Bricken, en kvinna som lever i 1800-talets Sverige. 
Hon är dotter till Jan Olof Olsson ("Jolo") och Margareta Sjögren.

## Författarskap

### Böckerna om andra världskriget (1975–)
Ulrikeböckerna är ungdomsböcker som inte väjer för att skildra fruktansvärda upplevelser. Ulrike och kriget handlar om barnet Ulrike, som tror blint på nazismen och Adolf Hitler. Ulrike och freden handlar om den unga flickan Ulrike efter kriget. Tyskland har förlorat och människorna lever i stor fattigdom. Ulrike kämpar för att överleva.
Molnfri bombnatt är en vuxenroman och behandlar samma tid.

### Romansvit om Romarriket (1982–89)
Under 1980-talet skrev Vibeke Olsson en romansvit i sex delar, som utspelar sig i det antika romarriket för omkring sjuttonhundra år sedan. Under seriens gång får vi följa en familj under ungefär sextiofem år. Hedningarnas förgård från 1982 och Kvarnen och korset från 1984 handlar om slavinnan Callistrate, som lever ett mycket hårt liv i 200-talets Rom och inte kan låta bli att lockas av den förbjudna kristendomen. Sabina från 1985 och Sabina och Alexander från 1987 handlar om Callistrates äldsta dotter Sabina, som måste flytta från storstaden Rom till den avlägsna provinsen Germanien (nuvarande södra Tyskland) och leva resten av sitt liv där. Krigarens sköld från 1988 handlar om Sabinas äldste son Callixtus, som liksom så många andra män där i den lilla gränsstaden Mogontiacum (nuvarande Mainz i södra Tyskland) blir soldat.
En plats att vila på från 1989 har flera olika huvudpersoner, som alla på olika sätt påverkas av inbördeskriget mellan Constantinus (senare känd som Konstantin den store) och hans rival Maxentius år 312. Vi får möta bland annat Onesimus, Callixtus son, den kristna Primigenia, som var Sabinas styvdotter och Callixtus styvsyster, och den unga adelsdamen Aelia, som faktiskt är kusin till Onesimus. 
År 1998 gavs de fyra första delarna i den här serien ut i en samlingsvolym: Sabinas bok. (Läs mer i artikeln Romansvit om Romarriket).

### Andra böcker om Romarriket (1992–)
Efter sex böcker avslutade Vibeke Olsson sin stora romansvit, som också är en släktkrönika, men sedan dröjde det ändå inte så längre förrän hon skrev nya böcker, som också utspelar sig i Romarriket. De senare böckerna utspelar sig dock i regel under 100-talet e.Kr., alltså minst ett sekel innan hennes serie i sex delar från 1980-talet.
Kastellet från 1992 har liksom En plats att vila på från 1989 flera olika huvudpersoner. Dessa inkluderar soldaten Freiatto, tribunen Camillus, samt Regula som var slavinna hos en kristen herre men som sedan hennes församling skingrades efter en lokal förföljelse måste skapa sig ett nytt liv.
Marcus från 1993 handlar om en tonårspojke, som heter just Marcus. Vinden går över gräset från 1997 handlar om Eirene, som är både rik och vacker, men som trots det blir mer och mer olycklig med hela sitt liv. Till slut lyckas hon få frid i själen från kristendomen. Men de kristna var fortfarande förföljda på den här tiden, och Eirenes nya tro blir till slut också hennes undergång. Även Skymningens nådatid och Murkronan utspelar sig i samma miljö.

### Romansvit om Bricken på Svartvik
Romansviten om Bricken på Svartvik består av åtta arbetarromaner. Huvudperson i alla böckerna är Bricken Eriksson, född i Kalvträsk vid tiden för missväxtåren 1867–1869. Bokserien börjar med boken Sågverksungen, som utspelar sig i Svartvik under Sundsvallsstrejken 1879, när de många sågverken längs Medelpadskusten tystnar och kanonbåtarna kommer. Den andra boken i serien heter Bricken på Svartvik och skildrar strejkens efterspel och relationen mellan bönder, borgare och arbetare under folkrörelsernas framväxt. 
I den tredje boken, Sågspån och eld, skildras Sundsvallsbranden. Bricken är 20 år och måste jobba hårt i Stockholm, trots att hon bara har en halv hand och ett nyfött barn. Fjärde delen i serien heter Amerikauret och kretsar mycket kring sågverksarbetarnas föreningsrätt och kring Brickens motvilja mot att skicka sin begåvade äldste son till läroverk istället för att låta honom lära sig ett riktigt arbete. Femte delen heter Glödens färger och publicerades 2014, medan del sex (Som ett träd i skogen) kom 2017. Den sjunde boken – Som skuggan följer ljuset – publicerades 2020, medan den avslutande boken kom 2023 och bär namnet Stockens färd mot havet.
För romansviten om Bricken har Vibeke Olsson bland annat tilldelats Birger Normanpriset och Hedenvind-plaketten.

## Priser och utmärkelser
- 1985 – Albert Bonniers stipendiefond för yngre och nyare författare
- 1990 – Tidningen Vi:s litteraturpris
- 1991 – Stipendium ur Lena Vendelfelts minnesfond
- 2010 – Wallinpriset
- 2013 – Litteris et Artibus
- 2013 – De Nios Vinterpris
- 2013 – Birger Normanpriset
- 2015 – Hedenvind-plaketten
- 2016 – Ivar Lo-priset
- 2018 – Stig Sjödinpriset
- 2021 – Moa-priset